# Thyrosticta holoxantha
Thyrosticta holoxantha är en fjärilsart som beskrevs av Hans Zerny 1912. Thyrosticta holoxantha ingår i släktet Thyrosticta och familjen björnspinnare. Inga underarter finns listade i Catalogue of Life.